# 1930 no cinema

## Principais filmes estreados
- Abraham Lincoln, de D. W. Griffith, com Walter Huston
- L'âge d'or, de Luis Buñuel
- All Quiet on the Western Front, de Lewis Milestone, com Lew Ayres e Louis Wolheim
- Animal Crackers, de Victor Heerman, com Groucho, Harpo, Chico e Zeppo Marx
- Borderline, de  Kenneth MacPherson
- Anna Christie, de Clarence Brown, com Greta Garbo, Charles Bickford e Marie Dressler
- The Big House, de George Hill, com Chester Morris e Robert Montgomery
- The Big Trail, de Raoul Walsh, com John Wayne
- Der blaue Engel, de Josef von Sternberg, com Marlene Dietrich e Emil Jannings
- City Girl, de F. W. Murnau, com Charles Farrell e Mary Duncan
- The Divorcee, com Norma Shearer e Robert Montgomery
- The Doorway to Hell, de Archie Mayo, com Lew Ayres e James Cagney
- Hell's Angels, de Howard Hughes, com Ben Lyon e Jean Harlow
- Hell's Heroes, de William Wyler, com Charles Bickford
- Ladies of Leisure, de Frank Capra, com Barbara Stanwyck
- Madam Satan, de Cecil B. DeMille, com Kay Johnson
- Maria do Mar, de José Leitão de Barros, com Adelina Abranches
- Monte Carlo, de Ernst Lubitsch, com Jeanette MacDonald
- Morocco, de Josef von Sternberg, com Marlene Dietrich, Gary Cooper e Adolphe Menjou
- Murder!, de Alfred Hitchcock
- Outside the Law, de Tod Browning, com Edward G. Robinson
- Romance, de Clarence Brown, com Greta Garbo
- Le sang d'un poète, de Jean Cocteau
- Sangue Mineiro, de Humberto Mauro
- Show Girl in Hollywood, de Mervyn LeRoy
- Sous les toits de Paris, de René Clair
- Up the River, de John Ford, com Spencer Tracy e Humphrey Bogart
- Westfront 1918, de Georg Wilhelm Pabst
- Whoopee!, de Thornton Freeland, com Eddie Cantor
- Zemlya, de Aleksandr Dovjenko

## Nascimentos
| Data            | Nome                    | Profissão                            | Nacionalidade            | Observações | Ref |
| --------------- | ----------------------- | ------------------------------------ | ------------------------ | ----------- | --- |
| 3 de janeiro    | Robert Loggia           | ator                                 | Estados Unidos           |             |     |
| 11 de janeiro   | Rod Taylor              | ator                                 | Estados Unidos           |             |     |
| 19 de janeiro   | Tippi Hedren            | atriz                                | Estados Unidos           |             |     |
| 30 de janeiro   | Gene Hackman            | ator                                 | Estados Unidos           |             |     |
| 10 de fevereiro | Robert Wagner           | ator                                 | Estados Unidos           |             |     |
| 14 de fevereiro | Carlos Zara             | ator                                 | Brasil                   | m. 2002     |     |
| 26 de fevereiro | Yara Lins               | actriz                               | Brasil                   | m. 2004     |     |
| 27 de fevereiro | Joanne Woodward         | atriz                                | Estados Unidos           |             |     |
| 2 de março      | Dominique Zardi         | ator                                 | França                   | m. 2009     |     |
| 24 de março     | Steve McQueen           | ator                                 | Estados Unidos           | m. 1980     |     |
| 29 de março     | Lima Duarte             | ator                                 | Brasil                   |             |     |
| 19 de abril     | Armando Bógus           | ator                                 | Brasil                   | m. 1993     |     |
| 21 de abril     | Silvana Mangano         | atriz                                | Itália                   | m 1989      |     |
| 24 de abril     | Richard Donner          | diretor                              | Estados Unidos           |             |     |
| 24 de abril     | Henrique Canto e Castro | actor                                | Portugal                 | m. 2005     |     |
| 25 de abril     | Paul Mazursky           | ator, diretor, produtor e roteirista | Estados Unidos           |             |     |
| 28 de abril     | Carolyn Jones           | atriz                                | Estados Unidos           | m 1983      |     |
| 29 de abril     | Jean Rochefort          | ator                                 | França                   |             |     |
| 9 de maio       | Darcy Pedrosa           | dublador e radialista                | Brasil                   | m. 1999     |     |
| 31 de maio      | Clint Eastwood          | ator, cineasta e produtor            | Estados Unidos           |             |     |
| 1 de junho      | Edward Woodward         | ator                                 | Reino Unido              | m. 2009     |     |
| 8 de junho      | Bo Widerberg            | cineasta                             | Suécia                   | m. 1997     |     |
| 16 de junho     | Vilmos Zsigmond         | diretor de fotografia                | Hungria / Estados Unidos |             |     |
| 19 de junho     | Gena Rowlands           | atriz                                | Estados Unidos           |             |     |
| 24 de junho     | Claude Chabrol          | cineasta                             | França                   |             |     |
| 24 de julho     | Jece Valadão            | ator e diretor                       | Brasil                   | m. 2006     |     |
| 16 de agosto    | Glauce Rocha            | atriz                                | Brasil                   | m. 1971     |     |
| 25 de agosto    | Sean Connery            | ator                                 | Reino Unido              |             |     |
| 28 de agosto    | Ben Gazzara             | ator                                 | Estados Unidos           | m. 2012     |     |
| 1 de outubro    | Richard Harris          | ator                                 | Reino Unido              | m. 2002     |     |
| 1 de outubro    | Philippe Noiret         | ator                                 | França                   | m. 2006     |     |
| 29 de outubro   | Geraldo Del Rey         | ator                                 | Brasil                   | m. 1993     |     |
| 29 de outubro   | Niki de Saint Phalle    | pintora, escultora e cineasta        | França                   | m. 2002     |     |
| 3 de dezembro   | Jean-Luc Godard         | cineasta                             | França                   |             |     |
| 9 de dezembro   | Buck Henry              | ator, roteirista e diretor           | Estados Unidos           |             |     |
| 11 de dezembro  | Jean-Louis Trintignant  | ator                                 | França                   |             |     |
| 17 de dezembro  | Armin Mueller-Stahl     | ator                                 | Alemanha                 |             |     |

## Mortes
| Data            | Nome               | Profissão                            | Nacionalidade  | Observações | Ref |
| --------------- | ------------------ | ------------------------------------ | -------------- | ----------- | --- |
| 23 de fevereiro | Mabel Normand      | atriz                                | Estados Unidos | n. 1892     |     |
| 7 de julho      | Arthur Conan Doyle | escritor, criador de Sherlock Holmes | Reino Unido    | n. 1883     |     |
| 26 de agosto    | Lon Chaney         | ator                                 | Estados Unidos | n. 1883     |     |